# Sparisoma chrysopterum

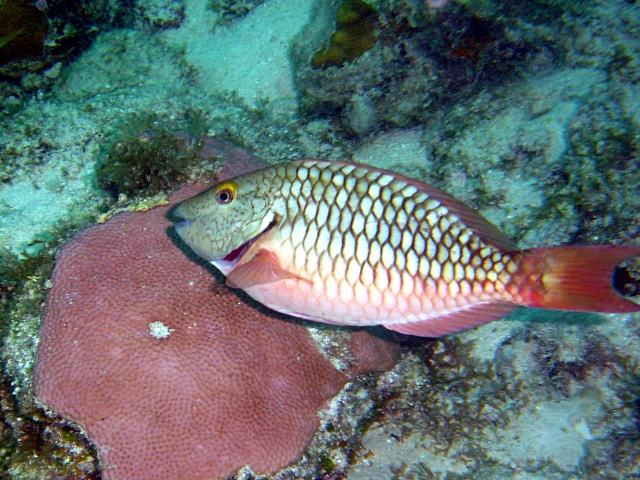
Sparisoma chrysopterum.

Sparisoma chrysopterum é uma espécie de peixe teleósteo perciforme da família dos escarídeos (Scaridae) caracterizado pela coloração viva em tons de azul, verde e vermelho. A espécie é conhecida pelos nomes comuns de bodião-vermelho, bodião-papagaio, bodião-sabonete e bodião-tucano. A espécie tem distribuição natural nas regiões subtropicais e tropicais do Atlântico Ocidental, desde o sul da Flórida e Bahamas até ao Brasil, incluindo o Caribe.

## Descrição
Os machos podem alcançar os 46 cm de comprimento total.